# Kirby Howell-Baptiste
Kirby Howell-Baptiste (* 7. února 1987) je britská herečka.
Po sériích krátkometrážních filmů přišla v roce 2017 role Mayi ve filmu Psí poslání. V roce 2016 získala vedlejší roli Beth v seriálu Love. V roce 2017 získala jednu z hlavních rolí seriálu stanice ABC Downward Dog. Následující rok získala hlavní roli po boku Sandy Oh v seriálu Na mušce. Během let 2018 až 2019 hrála v seriálu Dobré místo a Emmy oceněném seriálu Barry. V roce 2019 získala hlavní roli v minisérii Veronica Mars a v seriálu Why Women Kill.

## Filmografie

### Film
| Rok  | Název                                 | Role                 | Poznámky                                                       |
| ---- | ------------------------------------- | -------------------- | -------------------------------------------------------------- |
| 2011 | Prepping Keisha                       | Keisha James         | krátkometrážní film                                            |
| 2012 | How to Succeed with Women             |                      | krátkometrážní film                                            |
| 2012 | Invasion of the Les-Body Snatchers    | Emma                 | krátkometrážní film                                            |
| 2013 | Lucky Day                             | Carly                | krátkometrážní film, také režisérka, producentka a scenáristka |
| 2013 | We Four Queens                        | Samantha             | krátkometrážní film                                            |
| 2014 | Thanks for the Ride                   | Kirby                | krátkometrážní video                                           |
| 2014 | Minor Alterations                     | Rubín                | krátkometrážní film, také producentka a scenáristka            |
| 2015 | Textbook Adulthood                    | Lady Jerk            |                                                                |
| 2016 | Nell Live: Still Tayin' Around        |                      | krátkometrážní film                                            |
| 2016 | The Hip Hooray                        | Kirby                | krátkometrážní film                                            |
| 2016 | Solar                                 | Mystický hlas (hlas) | krátkometrážní film                                            |
| 2017 | Psí poslání                           | Mayo                 |                                                                |
| 2017 | A Dog's Purpose: Lights, Camera, Woof | Sebe                 | krátkometrážní video                                           |
| 2017 | Lane Woods Finds Love                 |                      |                                                                |
| 2018 | It's a Party                          | Hannah               |                                                                |
| 2018 | Find Me                               | Jordan               |                                                                |
| 2020 | Happily                               | Maude                |                                                                |
| 2021 | Cruella                               | Tabitha              |                                                                |

### Televize
| Rok       | Název                           | Role                         | Poznámky                                                  |
| --------- | ------------------------------- | ---------------------------- | --------------------------------------------------------- |
| 2008      | Holby City                      | nemocná pacientka            | díl: „You're So Vain“, nekreditovaná role                 |
| 2012      | AMC Fearfest                    | Angelique Kumari             | TV speciál                                                |
| 2014      | CollegeHumor Originals          | Brittany                     | díl: „How America Is Like a Bad Boyfriend“                |
| 2014      | Six Guys One Car                | Christy / Keri               | 2 díly                                                    |
| 2014–15   | Comedy Bang! Bang!              | Více rolí                    | 2 díly                                                    |
| 2014–15   | UCB Comedy Originals            |                              | 4 díly                                                    |
| 2015      | Profesionální lháři             | Brittany                     | díl: „Vždycky můžeme bloudivý nerv zaměstnat něčím jiným“ |
| 2015      | The Brat Cave                   | Více rolí                    | 2 díly                                                    |
| 2015      | The King of 7B                  | Greta Milgrim                | TV film                                                   |
| 2016      | The Dating Game                 | Evie                         | díl: „AJ vs. The Truffle Butter Sex Act“                  |
| 2016      | The UCB Show                    |                              | 2 díly                                                    |
| 2016      | TripTank                        | Stylistka / žena (hlas)      | 2 díly                                                    |
| 2016      | Bajillion Dollar Propertie$     | Rezecca                      | díl: „Spiritual Gurus“                                    |
| 2016      | Lady Time                       | Kathy                        | minisérie, 3 díly                                         |
| 2016–17   | The Powerpuff Girls             | Další hlasy                  | 2 díly                                                    |
| 2016–18   | Love                            | Beth                         | vedlejší role, 8 dílů                                     |
| 2017      | @midnight                       | Sebe                         | díl 4.114                                                 |
| 2017      | Downward Dog                    | Jenn                         | hlavní role, 8 dílů                                       |
| 2017      | Do You Want to See a Dead Body? | Letuška                      | díl: „A Body and a Plane (with Alexandra Daddario)“       |
| 2017      | Dirtbags                        | milá sousedka                | díl: „Husband“                                            |
| 2018      | Alone Together                  | Cassidy                      | díl: „Sleepover“                                          |
| 2018      | Na mušce                        | Elena Felton                 | hlavní role, 7 dílů                                       |
| 2018      | Pappy                           | Kiki                         | díl: „Dad Dick“                                           |
| 2018      | Greenovi ve velkoměstě          | rozhodčí Uppinsbottom (hlas) | díl: „Swimming Fool / Tilly's Goat“                       |
| 2018      | Girl Code                       | Angela                       | neprodaný televizní pilotní díl                           |
| 2018      | Do temnoty                      | Kayla                        | díl: „Nový rok, nové já“                                  |
| 2018–19   | Drunk History                   | Sebe                         | 3 díly                                                    |
| 2018–19   | Barry                           | Sasha Baxter                 | vedlejší role, 15 dílů                                    |
| 2018–2020 | Dobré místo                     | Simone Garnett               | vedlejší role, 12 dílů                                    |
| 2019      | Veronica Mars                   | Nicole Malloy                | minisérie, 7 dílů                                         |
| 2019–2020 | Why Women Kill                  | Taylor Harding               | hlavní role                                               |
| 2020      | Infinity Train                  | Grace                        | 3 díly                                                    |